# Al Qaf (huyện)
Huyện Al Qaf là một huyện thuộc tỉnh Hadramawt, Yemen. Đến thời điểm năm 2003, huyện này có dân số 2145 người